# Districtul Savanne
Savanne este un district  în   statul Mauritius. Reședința sa este orașul Souillac.